# Euophrys rusticana
Euophrys rusticana es una especie de araña saltarina del género Euophrys, familia Salticidae. Fue descrita científicamente por Nicolet en 1849.
Habita en Chile.